# هيدروجين سائل
الهيدروجين السائل (يرمز له LH2 أو LH2) هو الحالة السائلة لعنصر الهيدروجين. يوجد عنصر الهيدروجين في الطبيعة على شكل غاز بالشكل الجزيئي H2.
لكي يوجد بالحالة السائلة فإن H2 يجب أن يبرَّد إلى ما دون النقطة الحرجة عند 33 كلفن، ولضمان وجود الهيدروجين في الحالة السائلة دون تبخر فينبغي تبريده إلى ما دون 20.28 كلفن (−252.87°س).
يوجد الهيدروجين عادة في حالتين من حالتي اللف المغزلي وهي أورثو وبارا، لكن في الحالة السائلة فإنه يوجد تقريباً بشكل شبه كامل من النمط بارا وذلك بنسبة 99.79%.